# Cynopoecilus
Cynopoecilus là một chi cá trong họ Aplocheilidae gồm các loài bản địa ở vùng Nam Mỹ. Chúng được gọi chung là các loài cá mương (cá Killi) bao gồm các loài cá có kích thước cỡ nhỏ.

## Các loài
Hiện hành có 06 loài được ghi nhận trong chi này:
- Cynopoecilus feltrini W. J. E. M. Costa, Amorim & Mattos, 2016 [1]
- Cynopoecilus fulgens W. J. E. M. Costa, 2002
- Cynopoecilus intimus W. J. E. M. Costa, 2002
- Cynopoecilus melanotaenia (Regan, 1912)
- Cynopoecilus nigrovittatus W. J. E. M. Costa, 2002
- Cynopoecilus notabilis Ferrer, Wingert & L. R. Malabarba, 2014 [2]